# Garachico, Mexiko
Garachico är en ort i Mexiko.   Den ligger i kommunen Tancítaro och delstaten Michoacán de Ocampo, i den södra delen av landet, 400 km väster om huvudstaden Mexico City. Garachico ligger 1 234 meter över havet och antalet invånare är 107.
Terrängen runt Garachico är huvudsakligen kuperad, men söderut är den bergig. Runt Garachico är det ganska glesbefolkat, med 36 invånare per kvadratkilometer. Närmaste större samhälle är Buena Vista Tomatlán, 18,5 km sydväst om Garachico. I omgivningarna runt Garachico växer huvudsakligen savannskog.